# Satz von Miljutin
Der Satz von Miljutin (englisch Miljutin's theorem oder Milyutin's theorem oder Milutin's theorem) ist ein bedeutender Satz aus der Theorie der  banachschen Funktionenräume stetiger reellwertiger Funktionen und gehört als solcher dem mathematischen Teilgebiet der Funktionalanalysis an. Er geht auf eine Publikation des Mathematikers Alexej Alexejewitsch Miljutin (1925–2001) aus dem Jahre 1966 zurück und liefert eine grundlegende Isomorphieaussage für eine gewisse Klasse dieser Funktionenräume.

## Darstellung des Satzes
Er besagt folgendes:
Gegeben seien das reelle Einheitsintervall {\displaystyle I=[0,1]\subset \mathbb {R} } mit dem zugehörigen {\displaystyle \mathbb {R} }-Banachraum der stetigen reellen Funktionen {\displaystyle {\mathcal {C}}(I)} und in gleicher Weise ein weiterer kompakter, metrischer Raum {\displaystyle K} mit dem zugehörigen {\displaystyle \mathbb {R} }-Banachraum der stetigen reellen Funktionen {\displaystyle {\mathcal {C}}(K)}, beide jeweils versehen mit der Supremumsnorm {\displaystyle {||\cdot ||}_{\infty }}.

Dann gilt:
Ist {\displaystyle K} als Menge überabzählbar, so ist {\displaystyle {\mathcal {C}}(I)} zu {\displaystyle {\mathcal {C}}(K)} isomorph.
Insbesondere gilt weiter:
Für je zwei überabzählbare kompakte metrische Räume {\displaystyle K} und {\displaystyle L} sind die zugehörigen banachschen Funktionenräume {\displaystyle {\mathcal {C}}(K)} und {\displaystyle {\mathcal {C}}(L)} stets isomorph.

## Historie
Es wird berichtet, dass Miljutin seinen Satz schon im Jahre 1952 im Rahmen seiner Dissertation vorgetragen, jedoch zunächst nicht in einer Fachzeitschrift veröffentlicht hätte. Erst Aleksander Pełczyński soll anlässlich eines Aufenthalts in Moskau in den 1960er Jahren Miljutin gedrängt haben, den Satz zu publizieren, woraufhin er in 1966 zur Veröffentlichung kam. Hinsichtlich des Hintergrunds ist zu erwähnen, dass schon im Jahre 1932 Stefan Banach in seinem Werk Théorie des opérations linéaires die Frage aufgeworfen hatte, ob eine Isomorphie der beiden Funktionenräume {\displaystyle {\mathcal {C}}(I)} und {\displaystyle {\mathcal {C}}\left(I\times I\right)} gegeben sei.

## Verwandter Satz
Auf den polnischen Mathematiker Karol Borsuk geht ein verwandter Satz aus dem Jahre 1933 zurück:
Gegeben seien ein unendlicher, kompakter, metrischer Raum {\displaystyle K} mit dem zugehörigen {\displaystyle \mathbb {R} }-Banachraum der stetigen reellen Funktionen {\displaystyle {\mathcal {C}}(K)} sowie ein abgeschlossener Unterraum {\displaystyle E\subseteq K} mit dem zugehörigen {\displaystyle \mathbb {R} }-Banachraum der stetigen reellen Funktionen {\displaystyle {\mathcal {C}}(E)}, beide jeweils versehen mit der Supremumsnorm {\displaystyle {||\cdot ||}_{\infty }}.

Dann gilt:
Es existiert ein stetiger linearer Operator {\displaystyle T\colon {\mathcal {C}}(E)\to {\mathcal {C}}(K)} mit folgenden Eigenschaften:
 (i) {\displaystyle {(Tf)}|_{E}=f\;(\forall f\in {\mathcal {C}}(E))}
 (ii) {\displaystyle {T{1}}=1}
 (iii) {\displaystyle \|T\|=1}